# Новый мост через Ялуцзян
Новый мост через Ялуцзян (кит. 新鸭绿江大桥) — комбинированный мостовой переход, пересекающий реку Ялуцзян, расположенный на территории китайского города Даньдун и северокорейского города Синыйджу; 18-й по длине основного пролёта вантовый мост в мире (12-й в Китае и 1-й в КНДР). В конце сентября 2019 года началось строительство дорожных развязок и таможенных постов на северокорейской стороне моста.

## Характеристика
Мост соединяет западный и восточный берега реки Ялуцзян соответственно район Чжэньсин городского округа Даньдун (провинция Ляонин) и город Синыйджу (провинция Пхёнан-Пукто).
Длина мостового перехода — 20,4 км, в том числе мост над руслом реки 3 026 м. Мостовой переход представлен двухпилонным вантовым мостом с длиной основного пролёта 636 м, который сменяется с двух сторон секциями балочной конструкции и двумя мостовыми подходами (эстакадами) с обеих сторон (северокорейский участок не построен). Высота основных башенных опор — 194,6 м. Башенные опоры имеют форму буквы Н.
Имеет 4 полос движения (по две в обе стороны).
Является седьмым мостом через реку Ялуцзян и ближайшим к устью реки среди прочих. Стоимость строительства для КНР мостового перехода составила 350 млн долларов США.